# Curling na Zimskih olimpijskih igrah 1988
Curling na Zimskih olimpijskih igrah 1988.

## Rezultati

### Moški
| Poz | Reprezentanca                                                                   |
| --- | ------------------------------------------------------------------------------- |
| 1   | Norveška (Gunnar Meland, Eigil Ramsfjell, Sjur Loen, Morten Soegaard, Bo Bakke) |
| 2   | Švica (Mario Fluckinger, Hans-Jürg Lips, Rico Simen, Stefan Luder, Peter Lips)  |
| 3   | Kanada (Wayne Hart, Ed Lukowich, John Ferguson, Neil Houston, Brent Syme)       |

### Ženske
| Poz | Reprezentanca                                                                                  |
| --- | ---------------------------------------------------------------------------------------------- |
| 1   | Kanada (Patti Vande, Linda Moore, Lindsay Sparkes, Debbie Jones, Penny Ryan)                   |
| 2   | Švedska (Anette Norberg, Elisabeth Högström, Monika Jansson, Birgitta Sewik, Marie Henriksson) |
| 3   | Norveška (Marianne Aspelin, Trine Trulsen, Dordi Nordby, Hanne Pettersen, Mette Halvorsen)     |